# Waverly (Washington)
Waverly è un comune degli Stati Uniti d'America, situato nello Stato di Washington, nella Contea di Spokane.